# Corinaldo
Corinaldo település Olaszországban, Marche régióban, Ancona megyében. Lakosainak száma 4767 fő (2023. január 1.). Corinaldo Trecastelli, Castelleone di Suasa, Mondavio, Monte Porzio, Ostra, Ostra Vetere, San Lorenzo in Campo és Barbara községekkel határos.

## Népesség
A település lakossága az elmúlt években az alábbi módon változott:
| Lakosok száma | 4959 | 4949 | 4889 | 4767 |
|               | 2017 | 2018 | 2020 | 2023 |

## Itt született
- 1890-ben Goretti Szent Mária